# Петрушин, Валентин Иванович
Валентин Иванович Петрушин (род. 10 декабря 1941) — российский музыкант, психолог, педагог, музыкальный терапевт. Доктор педагогических наук, профессор психологии, академик Международной Педагогической Академии.

## Биография
Окончил Московскую государственную консерваторию по классу фортепиано у профессора Т. П. Николаевой /1967/.
По окончании консерватории работал в Москонцерте.
Работал в НИИ художественного воспитания АПН СССР в лаборатории музыки и теоретических основ эстетического воспитания.
Кандидатская диссертация — «Развитие музыкально-творческих способностей подростков на ладогармонической основе».
Докторская — «Музыкальное воспитание старших школьников в условиях свободного времени».
1991—1995 — Государственный музыкально-педагогический институт имени М. М. Ипполитова-Иванова.
С 1995 г. по настоящее время — профессор кафедры психологии МПГУ.
С 2002—2011 — зав. кафедрой психологии и педагогики художественного творчества Краснодарского государственного Университета культуры и искусств.
В 2011 году создал совместно с профессором А. С. Клюевым Ассоциацию музыкальных психологов и психотерапевтов /АМПП/, На общем собрании членов АМПП избран её Президентом. По настоящее время было проведено 10 Международных конференций по проблемам музыкальной терапии. Материалы конференций выложены на сайте Ассоциации ampp.ru
Член правления Московского объединения психотерапевтов, психологов и социальных работников /МОП/.
Действительный член Международной Педагогической Академии /МПА/.

## Книги
Автор 150 печатных работ, в том числе 19 учебников и монографий в области общей психологии и психологии музыки.
Среди них:
Психология менеджмента. М.,1996. Изд-во Института практической психологии.
- Музыкальная психология. 1997. — изд. «Владос».
- Музыкальная психотерапия. — изд. «Владос», 1999.
- Валеология. Изд. «Гардарики», 2002.
- Настольная книга карьериста. — изд. «Питер», 2002 г.
- Психология времени. Изд. «Питер», 2002
- Психология любви. Изд Академический проект.
- Неврозы большого города. — Академический проект, 2004
- Музыкальная психология. — Академический проект, 2006
- Психология и педагогика художественного творчества. — Академический проект, 2008.
- Практическая психотерапия в Большом Городе. — АПКРО, 2010.
- Психологический справочник для директора школы. Изд. «Педагогический поиск», 2012.
- Психология здоровья. ЮРАЙТ, 2017, 2020.
- Музыкальная психология ЮРАЙТ, 2017, 2020.
- Развитие творческих способностей ЮРАЙТ, 2020.
- Музыкальная терапия. Новые рубежи. От терапии к коучингу. Изд. Городец, 2018.
- Неврозы Большого Города. Городец.2020.

Некоторые из книг выпущены в формате аудиокниг.

## Авторские передачи, лекции, концерты, семинары
Вел передачи на радио по психологии здоровья, а также лекции и сеансы музыкальной терапии в Политехническом музее.
Проводит семинары по музыкальной психотерапии для учителей музыки, практических психологов, психотерапевтов и социальных работников.
Разрабатывает жанр лекции-концерта нового типа: сочетание слушания музыки с медитациями, движением и танцем.

## CD
Выпустил компакт-диски с музыкально-оздоровительными медитациями:
«Музыка печали» (музыкальные произведения для изживания депрессивных и
меланхолических состояний)
«Музыка надежды» (произведения, направленные на активизацию организма)
«Песни Радости»
«Песни любви и благодарения»
«Песни Спокойствия»
«Песни Сладких снов»
«Целительное дыхание»
«Золотая ностальгия»